# Шелдон (Северна Дакота)
Шелдон (енгл. Sheldon) град је у америчкој савезној држави Северна Дакота.

## Демографија
По попису из 2010. године број становника је 116, што је 19 (-14,1%) становника мање него 2000. године.
| Група             | 2000.       | 2010.       |
| Белци             | 127 (94,1%) | 110 (94,8%) |
| Афроамериканци    | 0 (0,0%)    | 0 (0,0%)    |
| Азијати           | 0 (0,0%)    | 0 (0,0%)    |
| Хиспаноамериканци | 0 (0,0%)    | 0 (0,0%)    |
| Укупно            | 135         | 116         |